# Paweł Twardosz
Paweł Twardosz (* 11. März 1998) ist ein ehemaliger polnischer Nordischer Kombinierer.

## Werdegang
Twardosz, der wie seine Schwester Anna für PKS Olimpijczyk Gilowice startete, gab sein internationales Debüt beim Europäischen Olympischen Winter-Jugendfestival 2015 in Tschagguns, bei dem er im Gundersen Einzel den 25. sowie im Sprint den 26. Rang belegte und mit dem Team Neunter wurde. Im Rahmen des Youth Cups im Januar 2016 in Harrachov erreichte er als Dritter erstmals das Podest. Wenige Wochen später gab er in Planica sein Continental-Cup-Debüt, verpasste die Punkteränge allerdings deutlich. Bei den Olympischen Jugend-Winterspiele 2016 in Lillehammer belegte er im Sprint den sechsten Platz. Darüber hinaus wurde er im Mixed-Team gemeinsam mit den Skispringern Kinga Rajda und Dawid Jarząbek Neunter. Bei den Nordischen Junioren-Skiweltmeisterschaften 2016 in Râșnov wurde Twardosz bei den Einzelwettbewerben eingesetzt, fand sich dabei aber nur im Mittelfeld wieder. Ähnlich erging es ihm ein Jahr später bei den Nordischen Junioren-Skiweltmeisterschaften 2017 in Park City. Beim Continental-Cup-Wettbewerb in Eisenerz gewann er im Februar 2017 seine ersten drei Punkte. Nachdem er keine weiteren Punkte hinzufügen konnte, schloss er die Saison auf dem 99. Platz der Gesamtwertung ab.
Am 2. Dezember 2017 wurde Twardosz in das Weltcup-Team berufen. Gemeinsam mit Adam Cieślar, Szczepan Kupczak und Paweł Słowiok belegte er in der Staffel den zehnten Rang, wohingegen er beim Einzel nicht eingesetzt wurde. Bei den Nordischen Junioren-Skiweltmeisterschaften 2018 in Kandersteg belegte er im Gundersen Einzel den 21., im Sprint den 22. sowie mit dem Team den zwölften Platz. Nachdem er im Februar 2018 in Zakopane erstmals polnischer Meister wurde, debütierte er zum Saisonabschluss in Klingenthal bei einem Einzelwettbewerb im Weltcup. 
Nachdem er im Januar 2019 erneut Continental-Cup-Punkte sammeln konnte, ging er auch wieder im Weltcup an den Start. Zwar verpasste er es weiterhin, die Punkteränge zu erreichen, wurde aber trotzdem für den polnischen Kader zu den Nordischen Skiweltmeisterschaften 2019 in Seefeld nominiert. Dort belegte er in den Einzelwettbewerben nur die hinteren Ränge. Zusammen mit Adam Cieślar, Szczepan Kupczak und Paweł Słowiok erlief er in der Staffel den achten Platz. Im Februar hatte er zudem am Skilanglauf-Slavic-Cup in Zakopane teilgenommen, wo er als Sechzehnter direkt Punkte gewann.
Nach der Saison 2019/20 beendete Twardosz seine Karriere.

## Statistik
Nordische Kombination

### Teilnahmen an Weltmeisterschaften
| Jahr und Ort | Wettbewerb   | Wettbewerb   | Wettbewerb | Wettbewerb |
| Jahr und Ort | Gundersen NS | Gundersen GS | Teamsprint | Team       |
| ------------ | ------------ | ------------ | ---------- | ---------- |
| 2019 Seefeld | 51.          | 49.          | –          | 08.        |

### Continental-Cup-Platzierungen
| Saison  | Platz | Punkte |
| ------- | ----- | ------ |
| 2016/17 | 99.   | 03     |
| 2018/19 | 72.   | 19     |

Skilanglauf

### Slavic-Cup-Platzierungen
| Saison  | Platz | Punkte |
| ------- | ----- | ------ |
| 2018/19 | 72.   | 15     |